# Quelle époque ! (roman)
Pour les articles homonymes, voir Quelle époque !.
Quelle époque ! (The Way We Live Now) est un roman satirique britannique d'Anthony Trollope, publié en 1875, après une pré-publication en revue sous forme de feuilleton. Ce long roman est considéré comme l'une des œuvres majeures de l'auteur.

## Histoire
Trollope commença le roman, qu'il appela le « Roman Carbury », le 1 mai 1873, suivant un voyage de longue durée en Australie et la Nouvelle-Zélande. Il trouvait le monde anglais dès son retour en Angleterre corrompu par « une certaine catégorie de malhonnêteté, le malhonnêteté magnifique dans ses proportions, et s'élevant en lieux hauts ». Cette impression lui servit comme l'inspiration du roman. Le récit devait originellement s'articuler autour de Lady Carbury, une écrivaine amatrice qui espère de se créer une carrière littéraire. Il devait être ainsi une satire avant tout du monde littéraire, mais enfin le personnage du financier corrompu Auguste Melmotte la remplaça comme personnage principal.

Trollope interrompit l'écriture du roman pendant l'été de 1873 pour écrire un roman plus court, Harry Heathcote of Gangoil, un roman de Nöel déjà promis à son éditeur. Il acheva The Way We Live Now le 22 décembre 1873 et le premier volet en fut publié en février 1874 par la maison d'édition Chapman & Hall. La maison lui acheta le roman et les droits de feuilleton pour la somme de 3 000 de livres sterling. La série cependant se vendit mal, incitant Chapman et Hall à publier le roman d'avance, en juillet 1875, quatre mois avant que la série devait être achevée. Le roman d'abord parut en deux tomes comprenant de grands octavos de feuilles prises aux feuilletons invendus.

## Résumé
Augustus Melmotte est un financier au passé obscur : le bruit court qu'il a des origines juives, et il est plus tard révélé qu'il possédait une banque en faillite à Munich. Quand il déménage son entreprise et sa famille à Londres, la haute société de la ville la machine à rumeurs s'emballe à son sujet, et une foule de personnages avoueront combien leur vie a changé à cause de lui.
Melmotte établit son bureau au cœur de la City de Londres et achète une impressionnante propriété à Grosvenor Square. Il cherche à séduire de riches et puissants investisseurs en y organisant une fête somptueuse, et trouve l'homme d'affaires attendu quand il est approché par l'entrepreneur américain Hamilton K. Fisker, dont la société projette de construire une nouvelle ligne de chemin de fer pour relier Salt Lake City, aux États-Unis, à Veracruz, au Mexique. L'objectif de Melmotte est de faire mousser le prix des actions sans avoir à débourser de son propre argent dans le projet lui-même, et donc de s'enrichir, indépendamment du fait que la ligne soit ou non construite.
Parmi les aristocrates sur le conseil d'administration de la société se trouve Mr Felix Carbury, un jeune baronnet à la vie dissolue qui a rapidement dilapidé les économies de sa mère, la veuve Mathilde Carbury. Dans une tentative pour rétablir leur fortune, et pour parer à leurs créanciers, sa mère s'efforce d'obtenir de Felix qu'il se fiance avec Marie, la fille unique de Melmotte, et son héritière. Sir Felix parvient à gagner le cœur de Marie, mais ses projets sont bloqués par Melmotte, qui n'a nullement l'intention de laisser sa fille épouser un aristocrate sans le sou. La situation de Felix est également compliquée par sa relation avec Ruby Ruggles, une fille de ferme qui habite avec son grand-père sur la propriété de son cousin Roger Carbury.
Par ailleurs, aux réunions du Conseil du Chemin de fer du Mexique, présidées et contrôlées par Melmotte, un certain Paul Montague vient à soulever des questions embarrassantes. Cependant la vie privée de ce jeune homme est également compliquée par des relations amoureuses compliquées. Alors qu'il tombe amoureux de la jeune Hetta Carbury, ce qui rend furieuse Mathilde, sa mère, une ancienne fiancée américaine, Winifred Hurtle, l'a suivi en Europe. Winifred est déterminée à faire de Paul son époux et à retourner vivre en Amérique. Elle lui a offert « tout ce qu'une femme peut donner », et elle entend bien avoir un retour sur son investissement. Alors que Lady Carbury mère, conseillé par son ami Mr Broune littéraire, un éditeur londonien, cherche à ce que sa fille Hetta épouse son cousin, Roger. Or Roger Carbury et Paul Montague se connaissent et entrent en conflit à propos de la jeune Hetta qui refuse obstinément de se marier avec son cousin et s'oppose à la volonté de sa mère.
Sur ces entrefaites, Paul obtient enfin d'être libéré par Winifred Hurtle de ses obligations envers elle. En échange, il accepte de passer un dernier week-end en sa compagnie sur la côte. Au cours d'une promenade sur la plage, ils rencontrent Roger Carbury, qui, en voyant Paul avec une autre femme, décide de rompre toutes relations avec lui, croyant que Montague n'est qu'un vil séducteur qui joue avec les sentiments de Hetta.
Entre-temps, Felix Carbury est déchiré entre sa liaison avec Ruby Ruggles et l'enjeu financier que représentent ses relations avec Marie Melmotte. Ruby, après avoir été battue par son grand-père pour avoir refusé d'épouser John Crumb, un meunier possédant des biens plus que respectables, s'enfuit à Londres et trouve refuge dans la pension de sa tante, Mrs Pipkin, où réside justement Winifred Hurtle. Bientôt, par Ruby, Felix apprend tout des relations entre Mrs Hurtle et Paul Montague et le répète à sa sœur. Hetta, dévastée, rompt ses fiançailles avec Paul. Pendant ce temps, pour tenir Paul à l'écart des réunions du Conseil, Melmotte tente d'envoyer Paul au Mexique pour un voyage d'inspection de la ligne de chemin de fer, mais Paul refuse d'obtempérer.
Cependant, devant l'inflexibilité d'Augustus Melmotte, Félix et Marie décident de s'enfuir ensemble en Amérique. Marie, avec l'aide de sa femme de chambre, vole un chèque en blanc sur le bureau de son père et l'encaisse auprès de sa banque. Elle donne rendez-vous à Félix sur le navire à Liverpool. Felix, qui a reçu de l'argent de Marie pour ses dépenses, se rend à son club, joue aux cartes et perd contre Miles Grendall, un tricheur qui l'avait déjà floué précédemment. Ivre et sans le sou, Felix retourne chez sa mère, sachant que tout est perdu. Pendant ce temps, Melmotte, qui a été alerté par sa banque, fait arrêter Marie et sa femme de chambre par la police avant qu'elles ne montent à bord du navire où elles croient pouvoir retrouver Felix.
Melmotte, devenu député de Westminster, apprend que ses manigances ont été révélées par Paul Montague à un rédacteur d'une revue politique rivale. Bientôt, le vieux financier est accusé d'avoir forgé de faux documents et d'avoir usurpé l'identité de plus d'une personne en imitant des signatures. Quand les falsifications sont mises au jour, les actions du chemin de fer s'effondrent et les créanciers se pressent en nombre à sa porte. Désespéré, Melmotte saborde sa carrière politique quand il se présente, ivre, à la Chambre des communes. Peu après, il se suicide par empoisonnement.
Quand Ruby s'aperçoit que Felix ne l'épousera jamais, elle rompt toute relation, et le jeune se rend sur le continent où il est forcé de vivre d'expédients. Lady Carbury mère épouse Mr Broune, qui a toujours été un véritable ami pendant toutes ces années troubles. Hetta et Paul, enfin réconciliés après qu'il lui a révélé toute la vérité au sujet de Mme Hurtle, renouent leurs liens ; Roger pardonne à Paul sa conduite et permet au couple de vivre à Carbury Manor. Marie, maintenant financièrement indépendante, fait la connaissance de l'entrepreneur américain Hamilton K. Fisker, et accepte de voyager avec lui jusqu'à San Francisco, où elle finit par accepter sa demande en mariage. Ils ne reviendront jamais en Angleterre.

## Éditions françaises
- Fayard, 2009  (ISBN 978-2-213-64346-5)
- J'ai lu no 9666, 2011  (ISBN 978-2-290-02815-5)

## Adaptations
- 1969 : The Way We Live Now, téléfilm britannique réalisé par James Cellan Jones pour le compte de la BBC, avec Colin Blakely
- 2001 : The Way We Live Now, mini-série britannique en quatre épisodes réalisée par David Yates pour le compte de PBS, avec Shirley Henderson et David Suchet